# Lindenberg (Mecklemburgo-Pomerânia Ocidental)
Lindenberg é um município da Alemanha, situado no distrito de Mecklenburgische Seenplatte, no estado de Mecklemburgo-Pomerânia Ocidental. Tem 13,03 km² de área, e sua população em 2019 foi estimada em 216 habitantes.